# Raucourt
Raucourt település Franciaországban, Meurthe-et-Moselle megyében. Lakosainak száma 232 fő (2022. január 1.). Raucourt Louvigny, Saint-Jure, Éply, Mailly-sur-Seille, Nomeny és Rouves községekkel határos.

## Népesség
A település népessége az elmúlt években az alábbi módon változott:
| Lakosok száma | 148  | 164  | 168  | 182  | 214  | 217  | 219  | 222  | 224  | 232  |
|               | 1968 | 1982 | 1990 | 2006 | 2013 | 2015 | 2017 | 2019 | 2020 | 2022 |